# 翔べ翔べドンキー
『翔べ翔べドンキー』（とべとべドンキー）は、吾妻ひでおによる日本の漫画作品。『月刊プリンセス』（秋田書店）にて、1979年4月号から1979年12月号まで連載された。全9話。
単行本全1巻。

## 概要
太陽夕子はとってもドジで皆から「ドンちゃん」と呼ばれていて中学校の入学式の日にも遅刻してしまうドジっぶり。美少女でちょっぴりずる賢い有栖蘭やハンサムだが、いつも研究ばかりに夢中な海潮先輩など愉快な仲間に囲まれて珍騒動を繰り広げる…

## 登場人物

### 太陽家
太陽 夕子（たいよう ゆうこ）
本作の主人公であるドジな女の子。あだ名は「ドンちゃん」。バレー部所属。
太陽 朝子（たいよう あさこ）
夕子の妹。ドジな姉に比べ、てきぱきと物事をこなす。
お母さん
ドジすぎる夕子のことをいつも心配している。そのため家事を頼む時は朝子にやらせることが多い。
お父さん
家に居るとテレビを観るのが生きがいとなっている。いつもはだらしなく見えるが、夕子が困っている時には必ず慰めたり助言を与えたりして、いざという時に頼りになる人間である。

### 学校の生徒
有栖蘭（ありす りん）
夕子の同級生であり、夕子と一番親しい仲である少女。成績は常にトップであり、より高い目標を持つことを志としている。上級生の海潮先輩に心を寄せているが当の本人は夕子を慕っているため、嫉妬によるヒステリーを起こすことが多い。バレー部所属。
海潮先輩（かいちょうせんぱい）
学者肌で研究するのを常とする。入学式の日に夕子と出会い、以降夕子を慕っている。バレー部で「ボールの硬度が肉体に及ぶす研究」をしている。
山田（やまだ）
夕子にラブレターを送った同級生の少年。初めてのデートで非常識で失礼な質問を夕子にするが、夕子は特に無関心だった為何故か話が弾み良いムードになったが、デート後に夕子が転校生の馬山と付き合い始めたため大きなショックを受け人間不信に陥ってしまう。
馬山（うまやま）
どこかキザな男であり、同級生からは不良と思われ敬遠されていたが夕子だけは自分に好意を持ってくれた為、付き合い始める。その後、夕子の趣味に合わせツッパリを止めて真面目な性格へと変化させ、自分を変えていった。
クマ
有栖に対しちょくちょく迫ってくるため「クマ」と呼ばれている。本名は不明。有栖に好意を寄せる一方、同性とも付き合い二股をかけようとする両性愛者である。バレー部所属で夕子、有栖の先輩。
オカマ
同性愛者で女々しい態度を取っているため「オカマ」と呼ばれている。本名は不明。クマに好意を寄せる一方、合宿で男勝りと思える態度を取った夕子に何故か惚れてしまう。バレー部所属で夕子、有栖の先輩。
猛（たけし）
夕子の幼なじみであったが小学校が別々であり、中学校で久々に夕子と再会した。

## 解説
本作は吾妻最後の少女漫画として知られる作品である。
吾妻は『ふたりと5人』（1972年 - 1976年）や『ちびママちゃん』（1975年 - 1977年）、『チョッキン』（1977年 - 1978年）、『やけくそ天使』（1975年 - 1980年）など『週刊少年チャンピオン』と『月刊少年チャンピオン』、『プレイコミック』（各秋田書店）での少年誌、青年誌作品に加え、少女誌の『月刊プリンセス』、『別冊ビバプリンセス』（各秋田書店）においても『月刊プリンセス』創刊号から連載された『おしゃべりラブ』（1975年 - 1977年）以降、『オリンポスのポロン』（1977年 - 1979年）、「ノヴァ」（1976年）、「ロンリーちゃん」（1976年）、「にゃんにゃこクキちゃん」（1977年）など連載作品や短編を発表していたが、本作品が同誌における最後の掲載作品となった。

## エピソード
- 本作はどちらかと言うと男性向けに描いた少女漫画である[3]と吾妻はコメントをしている。
- 吾妻によれば「何を描いても評価され自分自身充実して」いた時期に執筆依頼を受け、最初は断ろうかとも思ったが、「少女誌なら堂々とロリが描ける!」と思い直して描いたという。吾妻は「結果、普通のドタバタギャグになってしまった」と回想している[4]。
- 手塚眞は本作のファンであり、本作に影響され『MOMENT』という少女8ミリ映画を撮ることとなった[5][6]。
- 「エロとグロのない吾妻ひでお」[7]と称される竹本泉によると本作は吾妻のマニアの間ではSF、不条理要素は薄いものであるという認識であったとコメントしている[8]。

## 単行本
- 吾妻ひでお『翔べ翔べドンキー』 秋田書店〈プリンセスコミックス〉、全1巻、1980年。
- 吾妻ひでお『吾妻ひでおベストワークス 2 ゆうれい日和』復刊ドットコム、2017年。ISBN 978-4-8354-5474-0 - 全話収録。